# یواس‌اس دایسون (دی‌دی-۵۷۲)
یواس‌اس دایسون (دی‌دی-۵۷۲) (به انگلیسی: USS Dyson (DD-572)) یک کشتی بود که طول آن ۱۱۴٫۷ متر (۳۷۶ فوت) بود. این کشتی در سال ۱۹۴۲ ساخته شد.